# 无线电接入技术
无线电接入技术（Radio Access Technology，简称：RAT）是无线通信网路的底层物理连接方法。截至2013年，很多新型的手机，例如Nexus 4或iPhone 5都能够在一台设备上支持多个RAT，例如蓝牙、Wi-Fi以及3G、4G或LTE。
术语“RAT”传统上被用在移动通信网路的可互操作性上（interoperability）。
最近，“RAT”这个术语被用在异构无线网路（Heterogeneous Wireless Networks）的讨论中。一个用户设备会在多个RAT中来选择使用哪个去连接到因特网。它的执行类似于基于IEEE 802.11（Wi-Fi）的网路中的接入点选择。